# Береговая Погореловка
Береговая Погореловка — село в Пронском районе Рязанской области России, входит в состав Погореловского сельского поселения.

## География
Село расположено на левом берегу реки Проня в 1 км на север от центра поселения посёлка Погореловский и в 9 км на юго-восток от райцентра рабочего посёлка Пронск. 

## История
Село Погореловка, именовавшееся в XVII веке Береговыми Погорелками, в писцовых книгах 1628–29 годов упоминается в качестве деревни: «за Иваном Ивановым сыном Полубояриновым, по государеве ввозной грамоте за приписью дьяка Венедикта Махова 1628 года...» По окладным книгам 1676 года Погореловка значится селом с церковью св. великомученицы Парасковеи, нарицаемой Пятницы. Каменная Покровская церковь с приделом Пятницким построена в 1741 году Иваном Ивановичем Бурцевым.  
В XIX — начале XX века село входило в состав Больше-Сельской волости Пронского уезда Рязанской губернии. В 1906 году в селе был 21 двор. 
С 1929 года село входило в состав Погореловского сельсовета Пронского района Рязанского округа Московской области, с 1937 года — в составе Рязанской области, с 2005 года — в составе Погореловского сельского поселения.

## Население
| 1859 | 1906 | 2010 |
| ---- | ---- | ---- |
| 159  | ↘110 | ↗499 |

## Достопримечательности
В селе находится действующая церковь Покрова Пресвятой Богородицы (1741).